# Norbert Haug
Norbert Haug, född 24 november 1952 i Engelsbrand, Baden-Württemberg, är en tysk journalist, racerförare och motorsportpresident för bilmärket Mercedes-Benz. Under hans ledning har Mercedes-Benz nått stora framgångar, genom att vinna många tävlingar och mästerskap.

## Journalistik
Haug började sin karriär som volontär på tidningen Pforzheimer Zeitung i sin hemstad, Pforzheim, år 1973. 1975 bytte han till att bli journalist för Motor-Presse-Verlag i Stuttgart, där han blev huvudskribent för tidningen Auto, Motor und Sport. Tretton år senare, år 1988, blev han biträdande chefredaktör på tidningen.
Samtidigt som Haug skrev som journalist, tävlade han även lite inom bilsporten. Bland annat blev han tvåa i Nürburgring 24-timmars 1985 och tävlade i Porsche Carrera Cup. 1983 körde han även en tävling i FIA World Endurance Championship i en Porsche 928S. Under 1986 gjorde han ett privat Formel 1-test i en Williams.

## Mercedes-Benz
Haug blev motorsportchef för Mercedes-Benz år 1990, framför allt över deras deltagande i Grupp C och senare i Deutsche Tourenwagen Meisterschaft och International Touring Car Championship. Bland hans tidiga framgångar fanns Klaus Ludwigs DTM-titlar år 1992 och 1994, samt Bernd Schneiders titlar i DTM och ITC, båda 1995. Haug och Mercedes-Benz fanns med bland huvudpersonerna i återinförandet av DTM år 2000, som då kom att bli kallat Deutsche Tourenwagen Masters.

### Formel 1
Mercedes-Benz återkom till Formel 1 under Haugs ledning säsongen 1993, efter nästan 40 års uppehåll. Haug förhandlade med Peter Sauber om teknisk assistans, vilket ledde till att teamet Sauber hade texten "Concept by Mercedes-Benz" skrivet på sina bilar under 1993. År 1994 fick Haug in Mercedes-Benz i CART, samtidigt som Sauber nu officiellt använde Mercedesmotorer i Formel 1, vilka var utvecklade av brittiska Ilmor.
Mercedes-Benz var inte nöjda med Saubers resultat i Formel 1, och efter 1994 lämnade de dem. Samtidigt var McLaren på jakt efter en ny motorleverantör, och efter en förhandling mellan Haug och McLaren, inledde de ett samarbete till 1995 års säsong. Tillsammans har de tagit tre förartitlar; med Mika Häkkinen 1998 och 1999, samt med Lewis Hamilton 2008.
Till säsongen 2009 tog Ross Brawn över Honda Racing F1 Team och döpte om det till Brawn GP. Mercedes-Benz blev teamets motorleverantör, och de vann både teammästerskapet och förarmästerskapet med Jenson Button. Efter säsongen köpte Mercedes upp teamet och bytte namn på det till Mercedes Grand Prix inför säsongen 2010.